# Український Оскарівський комітет
Український Оскарівський комітет скорочено УОК — комітет, що займається відбором фільмів від України на премію «Оскар» за найкращий фільм іноземною мовою. До підпорядкування комітету Асоціації продюсерів України у 2006 році, з 1997 по 2006 керуванням комітетом та відбором фільмів на Оскар займалося Міністерство культури України. З липня 2006 по 2015 рік комітетом керувала «Асоціація продюсерів України» (АПУ).
У 2015 році, після скандалу з відбором офіційного претендента від України на 87-ий Оскар, старий склад комітету було розпущено, а сам комітет перейшов під керівництво Національній спілці кінематографістів України (НСКУ). У червні 2016 року, після підписання меморандуму про налагодження довгострокового співробітництва та організації діяльності Українського Оскарівського комітету та співпрацю між ГО «Національна спілка кінематографістів України» (НСКУ), «Державним агентством України з питань кіно» (Держкіно), та ГО «Асоціація продюсерів України» (АПУ), було сформовано остаточний склад оскарівського комітету на 3 роки включно до 2018. У 2019 році члени «Громадської рада УОК» зі складу своїх 80 чинних членів обрали новий склад комітету з 16 осіб строком на 3 роки з 2019 по 2021 включно.
Станом на 2019 рік, дванадцять фільмів були висунені від України на номінацію в цій категорії, з яких одинадцять були допущені. Фільм Водій для Віри (2004) був дискваліфікований через недостатню українську частку у виробництві. Жодна стрічка поки що не була номінована на основний конкурс.

## Історія
До підпорядкування Українського Оскарівського Комітету Асоціації продюсерів України у 2006 році, у 1997-2006 керуванням комітетом та відбором фільмів на Оскар займалося Міністерство культури України.
У липні 2006 було оголошено про створення Українського Оскарівського Комітету при Асоціації продюсерів України. Починаючи з 2011 року, комітет працював на постійній основі й офіційно представляв Україну в Американській Кіноакадемії як організація, що мала право організовувати Оскарівський комітет. Через численні скандали навколо діяльності Українського Оскарівського Комітету під керівництвом Асоціації продюсерів України у 2015 році було запропоновано передати керування комітетом під управління Національної спілки кінематографістів України.
28 квітня 2015 року було оголошено про початок формування нового складу Українського Оскарівського Комітету під егідою Національної спілки кінематографістів. Остаточний склад комітету було оголошено 24 червня 2015 року, і до нього ввійшли 17 членів. 12 серпня 2016 року стало відомо, що Американська кіноакадемія визнала повноваження нового складу Українського Оскарівського комітету — до нового складу увійшли 16 з 17 членів затверджених 24 червня 2015 року плюс секретар.

## Правила відбору

### Правила відбору, що висуваються Американським Оскарівським Комітетом
Згідно з умовами премії Оскар, фільмами у цій категорії повинні бути повнометражні художні фільми, зняті за межами США, домінуючою мовою в діалогах фільму не повинна бути англійська, стрічка повинна бути в прокаті в країні, від якої подається заявка, не менше 7 днів поспіль, та творчий контроль над створенням фільму повинен належати громадянам або резидентам країни, яка подає заявку.

### Додаткові правила відбору, що висуваються Українським Оскарівським Комітетом
З 2019 року, згідно з оновленим «Регламентом роботи Українського Оскарівського комітету» до нього було внесено наступні зміни:
- оригінальний запис діалогу, а також готовий фільм має бути переважно українською або кримськотатарською мовою (уточнення: не менше 90 % всіх діалогів мають бути українською чи кримськотатарською, згідно з вимогами до «українського національного фільму» що описані у Законі України «Про кінематографію»).

- стрічка повинна мати свідоцтво «національного фільму» або статус «фільму спільного виробництва» відповідно до Європейської конвенції «Про спільне кінематографічне виробництво» чи інших чинних міжнародних угод у сфері кінематографії.

23 серпня 2019 року було оприлюднено протокол засідання Українського Оскарівського комітету №1 щодо аби змінити регламент, так щоб "що до розгляду комітетом приймаються фільми, які відповідають спеціальним правилам Американської Кіноакадемії для категорії Міжнародний повнометражний фільм (тобто, без додаткових критеріїв)". З цього протоколу не зрозуміло що саме прийняли нові члени УОК й чи вилучили вони вимогу що "готовий фільм має бути переважно українською або кримськотатарською мовою".

## Висунуті фільми
2007 року в українській пресі з'явилася інформацію що є імовірність того що фільм «Корольова» (2006) режисера Юрія Кари буде відібрано від України новоствореним «Українським Оскарівським Комітетом». Щоправда, пізніше стало відомо що розмови про висунення фільму «Корольова» від України на Оскара не мають під собою серйозного підґрунтя, адже в Україні страшна плутанина з національним оскарівським комітетом, функції якого по суті до 2006 виконував Мінкульт, і який на кінець 2007 року так і до пуття не було утворено.
2015 року Україна не висунула жодного фільму на 88-му церемонію премії «Оскар» у номінації на найкращий фільм іноземною мовою.

## Склад комітету

### Комітет під егідою АПУ (нерегулярно з 2006, на постійній основі з 2011 по 2015)
Членами старого складу оскарівського комітету були:
| №  | Ім'я                 | Посада, професія                                     | Рік обрання до комітету | Рік закінчення каденції | Примітка                                      |
| 1  | Олег Фіалко          | режисер                                              | 2011                    | 2015                    | Голова комітету                               |
| 2  | Ада Роговцева        | режисер                                              | 2011                    | 2015                    |                                               |
| 3  | Анатолій Кокуш       | кіноінженер, лауреат двох технічних премій «Оскар»   | 2011                    | 2015                    |                                               |
| 4  | Сергій Тримбач       | кінокритик, голова НСКУ                              | 2011                    | 2015                    |                                               |
| 5  | Володимир Войтенко   | кінокритик, ведучий телепрограми 1+1 «Аргумент-кіно» | 2011                    | 2015                    |                                               |
| 6  | Андрій Курков        | письменник, кіносценарист                            | 2011                    | 2015                    |                                               |
| 7  | Олексій Сєрков       | продюсер, президент АПУ                              | 2011                    | 2015                    |                                               |
| 8  | Дмитро Колєсніков    | продюсер, президент Асоціації АРМА-Україна           | 2011                    | 2015                    |                                               |
| 9  | Ігор Савиченко       | продюсер                                             | 2011                    | 2015                    |                                               |
| 10 | Богдан Ступка        | актор                                                | 2011                    | 2012                    | дочасно припинив каденцію у зв'язку зі смертю |
| 11 | Денис Ржавський      | колишній президент Української Кіно-Асоціації        | 2011                    | 2014                    | дочасно припинив каденцію за власним бажанням |
| 12 | Сергій Маслобойщиков | кіно- та театральний режисер                         | 2011                    | ?                       | дочасно припинив каденцію за власним бажанням |

У липні 2014 року в АПУ заявили, що вони запросили ув'язненого в Росії режисера Олега Сенцова стати членом оскарівського комітету. Згодом, у липні 2014 Денис Ржавський заявив про вихід зі складу УОК через незгоду з керівництвом УОК.
У вересні 2014 року 4 з 9 членів комітету публічно оголосили про вихід з його складу: а саме про вихід публічно заявили Олег Фіалко, Ігор Савиченко, Сергій Тримбач і Володимир Войтенко.

### Комітет під егідою НСКУ (у 2015—2016)
НСКУ оголосила новий склад Українського Оскарівського Комітету 24 червня 2015 року і до нього ввійшли 17 членів:
| №  | Ім'я                   | Посада, професія | Рік обрання до комітету | Рік закінчення каденції | Примітка        |
| 1  | Алік Шпилюк            | EFA, FIPRESCI    | 2015                    | 2016                    | Голова комітету |
| 2  | Дмитро Десятерик       | FIPRESCI         | 2015                    | 2016                    |                 |
| 3  | Олександр Гусєв        | FIPRESCI         | 2015                    | 2016                    |                 |
| 4  | Мирослав Слабошпицький | режисер, EFA     | 2015                    | 2016                    |                 |
| 5  | Володимир Тихий        | режисер          | 2015                    | 2016                    |                 |
| 6  | Андрій Халпахчі        | EFA              | 2015                    | 2016                    |                 |
| 7  | Кіра Муратова          | режисер          | 2015                    | 2016                    |                 |
| 8  | Сергій Лозниця         | режисер          | 2015                    | 2016                    |                 |
| 9  | Олексій Першко         | FIPRESCI         | 2015                    | 2016                    |                 |
| 10 | Дмитро Томашпольський  | режисер          | 2015                    | 2016                    |                 |
| 11 | Дарія Бадьйор          | FIPRESCI         | 2015                    | 2016                    |                 |
| 12 | Марина Врода           | режисер          | 2015                    | 2016                    |                 |
| 13 | Аксінья Куріна         | FIPRESCI         | 2015                    | 2016                    |                 |
| 14 | Людмила Новікова       | FIPRESCI         | 2015                    | 2016                    |                 |
| 15 | Андрій Дончик          | режисер          | 2015                    | 2016                    |                 |
| 16 | Сергій Маслобойщиков   | режисер          | 2015                    | 2016                    |                 |
| 17 | Наталія Мусієнко       | FIPRESCI         | 2015                    | 2016                    |                 |

### Комітет під егідою Держкіно/НСКУ/АПУ (2016—2018)
22 червня 2016 року між Держкіно, ГО НСКУ та ГО АПУ було укладено меморандум про налагодження довгострокового співробітництва й організацію діяльності Українського Оскарівського комітету. 12 серпня 2016 року стало відомо, що Американська кіноакадемія визнала повноваження нового складу Українського Оскарівського комітету, до якого ввійшли 16 членів плюс секретар. Склад комітет було сформовано на 3 роки включно до 2018 року.
| №  | Ім'я                   | Посада, професія | Рік обрання до комітету | Рік закінчення каденції | Примітка                                              |
| 1  | Алік Шпилюк            | EFA, FIPRESCI    | 2016                    | 2018                    | Голова комітету                                       |
| 2  | Дмитро Десятерик       | FIPRESCI         | 2016                    | 2018                    |                                                       |
| 3  | Олександр Гусєв        | FIPRESCI         | 2016                    | 2018                    |                                                       |
| 4  | Мирослав Слабошпицький | режисер          | 2016                    | 2018                    |                                                       |
| 5  | Володимир Тихий        | режисер          | 2016                    | 2018                    |                                                       |
| 6  | Андрій Халпахчі        | EFA              | 2016                    | 2018                    |                                                       |
| 7  | Сергій Лозниця         | режисер          | 2016                    | 2018                    |                                                       |
| 8  | Олексій Першко         | FIPRESCI         | 2016                    | 2018                    |                                                       |
| 9  | Дмитро Томашпольський  | режисер          | 2016                    | 2018                    |                                                       |
| 10 | Дарія Бадьйор          | FIPRESCI         | 2016                    | 2018                    |                                                       |
| 11 | Марина Врода           | режисер          | 2016                    | 2018                    |                                                       |
| 12 | Аксінья Куріна         | FIPRESCI         | 2016                    | 2018                    |                                                       |
| 13 | Людмила Новікова       | FIPRESCI         | 2016                    | 2018                    |                                                       |
| 14 | Андрій Дончик          | режисер          | 2016                    | 2018                    |                                                       |
| 15 | Наталя Мусієнко        | FIPRESCI         | 2016                    | 2018                    |                                                       |
| 16 | Кіра Муратова          | FIPRESCI         | 2016                    | 2018                    | дочасно закінчила каденцію у 2018 у зв'язку зі смертю |

Також 3 серпня 2016 Конкурсна комісія з обрання Секретаря Українського Оскарівського комітету обрала Ольгу Олещенко секретарем. До комісії увійшли:
| № | Ім'я              | Посада, професія                                                               | Квота              | Рік обрання до комісії |
| 1 | Сергій Тримбач    | голова Національної спілки кінематографістів України                           | За квотою НСКУ     | 2016                   |
| 2 | Володимир Тихий   | кінорежисер, член Національної спілки кінематографістів України                | За квотою НСКУ     | 2016                   |
| 3 | Денис Іванов      | продюсер, дистриб'ютор, член Національної спілки кінематографістів України     | За квотою НСКУ     | 2016                   |
| 4 | Пилип Іллєнко     | голова Держкіно                                                                | За квотою Держкіно | 2016                   |
| 5 | Сергій Неретін    | перший заступник голови Держкіно                                               | За квотою Держкіно | 2016                   |
| 6 | Станіслав Притула | начальник управління державного регулювання і реалізації кінопроєктів Держкіно | За квотою Держкіно | 2016                   |
| 7 | Дмитро Колєсніков | заступник Голови Асоціації продюсерів України                                  | За квотою АПУ      | 2016                   |
| 8 | Сергій Корзаченко | директор Асоціації продюсерів України                                          | За квотою АПУ      | 2016                   |
| 9 | Дмитро Котеленець | комерційний директор Асоціації продюсерів України                              | За квотою АПУ      | 2016                   |

### Комітет під егідою Держкіно/НСКУ/АПУ (2019—2021)
Український оскарівський комітет (УОК) формується «Громадською рада УОК» зі складу своїх членів. До складу Громадської ради входять громадяни України, що є: членами Європейської кіноакадемії (EFA); режисерами українських фільмів-учасників фестивалів класу «А», починаючи з 1991 року; українськими кінопрофесіоналами-лауреатами фестивалів класу «А», починаючи з 1991 року; членами Міжнародної федерації кінопреси (FIPRESCI). У лютому 2019 року НСКУ, АПУ та Держкіно сформували новий склад Громадської ради УОК. До неї увійшли 80 українських кінопрофесіоналів (10 членів Громадської ради повідомили, що не висуватимуть свої кандидатури до складу УОК, навпроти їх імен стоїть (*)):
| Алієв Наріман Асонова Ірина Бадьйор Дарія (FIPRESCI) (*) Балаян Роман (EFA) Батурин Олег (FIPRESCI) Бігун В'ячеслав Бондарчук Роман Борщевський Олег (EFA) (*) Васильєв Сергій-мол. (FIPRESCI) (*) Васянович Валентин (EFA) Волошенюк Оксана (FIPRESCI) Врода Марина Гордійчук Ірина (FIPRESCI) Гресь Олена (EFA) Гужва Лідія Гусєв Олександр (FIPRESCI) Дем’яненко Олена (EFA) Десятерик Дмитро (FIPRESCI) Дончик Андрій Ер Горбач Марина (EFA) Єршова Олена (EFA) Зленко Сергій (EFA) (*) Зубавіна Ірина (FIPRESCI) Іванов Денис (EFA) Каптан Микола Коваль Степан Кондакова Марія Костюк Остап Кравчишин Іван Криштофович В’ячеслав | Ксьонда Максим Кудрявцева Надія (EFA) Куріна Аксінья (FIPRESCI) Курков Андрій (EFA) Лавренюк Сергій (EFA) Лисенко Сергій Лодигін Ярослав Лозниця Сергій (EFA) Маслобойщиков Сергій Мислицька Ія (EFA) Михальчук Сергій (*) Мінзянов Юрій (EFA) Москаленко Олексій (EFA) Мусієнко Наталія (FIPRESCI) Мусієнко Оксана (FIPRESCI) Нікітюк Марися (EFA) Новікова Людмила (FIPRESCI) (*) Одуденко Владлен (EFA) Олесов Єгор (EFA) Осовська Уляна (*) Остріков Павло (EFA) Парфан Надія Першко Олексій (FIPRESCI) Половинка Наталка Полянський Тимур (EFA) Пустовіт Анастасія Рубашевська Олена (FIPRESCI) Ряшин Влад (EFA) Сінькевич Юлія (EFA) Скопелідіс Віталій (EFA) | Слабошпицька Олена (EFA) Слабошпицький Мирослав (EFA) Сліпченко Катерина (FIPRESCI) Сміт Єлизавета (EFA) Степанська Марина Степанський Сергій (EFA) Сухолиткий-Собчук Дмитро (EFA) Сушко Павло (EFA) Тихий Володимир (*) Тичина Ольга (FIPRESCI) (*) Томашпольський Дмитро (EFA) (*) Томенко Тарас (EFA) Сергій Тримбач (FIPRESCI) Трофіменко Вікторія Фетисова Олена (EFA) Філатов Антон (FIPRESCI) Халпахчі Андрій (EFA) Чепелик Оксана Шапіро Олександр Шпилюк Алік (EFA, FIPRESCI) |

Склад Українського оскарівського комітету було оголошено 11 березня 2019. Комітет сформовано на 3 роки з 2019 до 2021 включно.
| №  | Ім'я                     | Посада, професія | Рік обрання до комітету | Рік закінчення каденції | Примітка        |
| 1  | Алік Шпилюк              | EFA, FIPRESCI    | 2019                    | 2021                    | Голова комітету |
| 2  | Валентин Васянович       | режисер, EFA     | 2019                    | 2021                    |                 |
| 3  | Денис Іванов             | EFA              | 2019                    | 2021                    |                 |
| 4  | Олександр Гусєв          | FIPRESCI         | 2019                    | 2021                    |                 |
| 5  | Сергій Лозниця           | режисер, EFA     | 2019                    | 2021                    |                 |
| 6  | Роман Бондарчук          | режисер          | 2015                    | 2021                    |                 |
| 7  | Дмитро Десятерик         | FIPRESCI         | 2019                    | 2021                    |                 |
| 8  | Юлія Сінкевич            | EFA              | 2019                    | 2021                    |                 |
| 9  | Мирослав Слабошпицький   | режисер, EFA     | 2019                    | 2021                    |                 |
| 10 | Андрій Халпахчі          | EFA              | 2019                    | 2021                    |                 |
| 11 | Катерина Сліпченко       | FIPRESCI         | 2019                    | 2021                    |                 |
| 12 | Сергій Степанський       | EFA              | 2019                    | 2021                    |                 |
| 13 | Дмитро Сухолиткий-Собчук | режисер, EFA     | 2019                    | 2021                    |                 |
| 14 | Сергій Тримбач           | FIPRESCI         | 2019                    | 2021                    |                 |
| 15 | Олена Єршова             | EFA              | 2019                    | 2021                    |                 |
| 16 | Олексій Першко           | EFA              | 2019                    | 2021                    |                 |

Також 15 лютого 2019 року було оголошено про конкурс на заміщення посади Секретаря Українського Оскарівського, переможцем якого знову стала Ольга Олещенко. Секретаря обирала Конкурсна комісія з обрання Секретаря Українського Оскарівського комітету, до якої увійшли:
| № | Ім'я               | Посада, професія                                                               | Квота              | Рік обрання до комісії |
| 1 | Олесь Янчук        | Голова НСКУ                                                                    | За квотою НСКУ     | 2019                   |
| 2 | Сергій Тримбач     | заступник Голови НСКУ                                                          | За квотою НСКУ     | 2019                   |
| 3 | Алік Шпилюк        | секретар правління НСКУ, голова міжнародної комісії                            | За квотою НСКУ     | 2019                   |
| 4 | Пилип Іллєнко      | голова Держкіно                                                                | За квотою Держкіно | 2019                   |
| 5 | Сергій Неретін     | перший заступник голови Держкіно                                               | За квотою Держкіно | 2019                   |
| 6 | Артем Голосов      | начальник управління державного регулювання і реалізації кінопроєктів Держкіно | За квотою Держкіно | 2019                   |
| 7 | Володимир Філіппов | співголова АПУ                                                                 | За квотою АПУ      | 2019                   |
| 8 | Сергій Корзаченко  | директор АПУ                                                                   | За квотою АПУ      | 2019                   |
| 9 | Дмитро Колєсніков  | співголова АПУ                                                                 | За квотою АПУ      | 2019                   |

## Скандали

### Водій для Віри (2004)
В 2004 році фільм «Водій для Віри», висунутий того року на премію «Оскар» від України, було дискваліфіковано через переважно російське виробництво стрічки. Хоч виробництво фільму відбувалися переважно на території України як ко-продакшн російських і українських кінокомпаній, але фільм було знято російською мовою російським сценаристом-режисером Павлом Чухраєм, а 5 із 6 головних акторів стрічки були громадянами Росії

### Аврора (2006)
У 2006 році виник скандал під час висунення фільму Аврора від України на премію «Оскар». Зокрема, фільм звинуватили у тому, що у ньому недостатньо складових, аби вважатися українським фільмом; як і попередній претендент на Оскар від України, фільм 2004 року «Водій для Віри», «Аврору» було знято російською мовою, з використанням російських акторів, російського сценариста тощо і єдиною відмінністю від «Водія для Віри» було те, що Аврору було знято російсько-українським режисером Оксаною Байрак. Окрім сумнівної «українськості» стрічки, фільм також звинуватили у порушенні правил Американської Кіноакадемії для фільмів у номінації «найкращий фільм іноземною мовою», а саме у непрозорості процесу обрання стрічки членами горезвісної «Асоціації сприяння розвитку кінематографа в Україні» (за участи Міністерства культури та туризму України) та відсутності прокату стрічки на території країни-виробника у визначений Американською Кіноакадемією термін (мінімум 7 днів).

### Поводир / Плем'я (2014)
9 вересня 2014 року Український Оскарівський комітет оголосив, що на здобуття премії «Оскар» Американської кіноакадемії в номінації «Фільм іноземною мовою» у 2014 році вони висувають від України драму «Поводир» Олеся Саніна (загалом у відборі брали участь три українські стрічки: «Поводир», «Плем'я» та мюзикл «Трубач»). Рішення Оскарівського комітету спровокувало скандал в українській кіноспільноті, зокрема, творці фільму «Плем'я» стверджували, що у процедурі голосування мали місце грубі порушення.

### Обурення деяких членів УОК щодо припинення практики висунення переважно-російськомовних фільмів на Оскар від України (2018)
У зв'язку з неодноразовими скандалами щодо багаторічної практики висунення переважно-російськомовних фільмів на Оскар від України, які багато критиків не вважали «українськими» через відсутність у таких фільмах мов корінних народів України (української чи кримськотатарської), 31 липня 2018 року співзасновники Оскарівського комітету, НСКУ, Держкіно та АПУ, виступили за внесення двох нових норм до пункту № 6 «Проведення конкурсу на визначення фільму-номінанта» регламенту УОК: «До розгляду Комітетом приймаються фільми, які відповідають спеціальним правилам Американської кіноакадемії для категорії „Найкращий фільм іноземною мовою“ та одночасно критеріям: 1) оригінальний запис діалогу, а також готовий фільм має бути переважно українською або кримськотатарською мовою, 2) стрічка повинна мати свідоцтво національного фільму або статус фільму спільного виробництва відповідно до Європейської конвенції „Про спільне кінематографічне виробництво“ чи інших міжнародних угод у сфері кінематографії».
У відповідь на це, частина членів УОК (8 з 15 а саме Мирослав Слабошпицький, Сергій Лозниця, Аксиня Куріна, Олександр Гусєв, Дмитро Десятерик, Марина Врода, Дар'я Бадьйор, та Володимир Тихий) під керівництвом Дар'ї Бадьор та за сприяння кінокритика Сергія Васильєва та кінопродюсера Дениса Іванова виступили з публічною заявою розміщеною у блозі Дьр'ї Бадьор на сайті видання Лівий берег, де заявили що виступають проти цієї ініціативи.

## Подальше читання
- Оновлений регламент роботи Українського Оскарівського Комітету (прийнятий 6 липня 2019)
- Як Україна представляла «Водія для Віри» на «Оскар» — Журнал Кіно-Театр, 2005 № 3
- Інформація щодо роботи Українського Оскарівського комітету — НСКУ, 09.09.2015
- Щодо роботи Українського Оскарівського комітету — НСКУ, 02.09.2015